# Биле (Новий Винодольський)
45°04′ пн. ш. 14°53′ сх. д. / 45.06° пн. ш. 14.89° сх. д.
Биле (хорв. Bile) — населений пункт у Хорватії, у Приморсько-Горанській жупанії у складі міста Новий Винодольський.

## Населення
Населення за даними перепису 2011 року становило 5 осіб.
Динаміка чисельності населення поселення:

## Клімат
Середня річна температура становить 10,98 °C, середня максимальна – 23,38 °C, а середня мінімальна – -1,57 °C. Середня річна кількість опадів – 1341 мм.
| Клімат поселення                              | Клімат поселення | Клімат поселення | Клімат поселення | Клімат поселення | Клімат поселення | Клімат поселення | Клімат поселення | Клімат поселення | Клімат поселення | Клімат поселення | Клімат поселення | Клімат поселення | Клімат поселення |
| Показник                                      | Січ.             | Лют.             | Бер.             | Квіт.            | Трав.            | Черв.            | Лип.             | Серп.            | Вер.             | Жовт.            | Лист.            | Груд.            |                  |
| Середній максимум, °C                         | 7,90             | 7,58             | 9,92             | 13,54            | 18,44            | 22,70            | 23,38            | 22,80            | 18,82            | 14,56            | 10,00            | 7,59             |                  |
| Середня температура, °C                       | 3,34             | 3,00             | 5,35             | 8,95             | 13,88            | 18,13            | 20,37            | 19,82            | 15,82            | 11,56            | 7,00             | 4,58             |                  |
| Середній мінімум, °C                          | −1,24            | −1,57            | 0,77             | 4,38             | 9,29             | 13,55            | 17,37            | 16,82            | 12,82            | 8,56             | 3,99             | 1,58             |                  |
| Норма опадів, мм                              | 96               | 91               | 97               | 105              | 96               | 106              | 69               | 89               | 135              | 159              | 167              | 131              |                  |
| Середньомісячна швидкість вітру, м/с          | 3.36             | 3.46             | 3.48             | 3.24             | 2.95             | 2.78             | 2.73             | 2.78             | 2.96             | 3.26             | 3.66             | 3.68             |                  |
| Середньомісячна сонячна радіація, кДж/м²·день | 4442             | 7171             | 10502            | 15057            | 19349            | 20974            | 22837            | 19436            | 14232            | 9237             | 4843             | 3719             |                  |
| --------------------------------------------- | ---------------- | ---------------- | ---------------- | ---------------- | ---------------- | ---------------- | ---------------- | ---------------- | ---------------- | ---------------- | ---------------- | ---------------- | ---------------- |
| Джерело:                                      |                  |                  |                  |                  |                  |                  |                  |                  |                  |                  |                  |                  |                  |